# Serixia discoidalis
Serixia discoidalis là một loài bọ cánh cứng trong họ Cerambycidae.